# 문지현 (가수)
문지현(1990년 ~)은 대한민국의 가수다. 2019년 싱글 《손들어 봐요》로 데뷔했다.

## 방송
- 내일은 미스트롯 (2019) - Top94
- 인간극장 (2019)
- 한국기행 (2019)

## 음반
- 손들어 봐요 (2019)
- 국민응원송 (2020)